# Binnendieze
De Binnendieze is de verzamelnaam van een aantal stromen in de binnenstad van 's-Hertogenbosch. Het is een toeristische attractie. Nabij de noordwestelijke rand van de stadswallen stroomt de rivier uit in een binnenhaven en stroomt vervolgens samen met de rivieren Aa en Dommel en de Zuid-Willemsvaart tot de korte rivier de Dieze (feitelijk een voortzetting van de Dommel), een zijrivier van de Maas. 
Omdat de stad in het verleden nauwelijks ruimte had zich uit te breiden, is in de loop van de tijd een groot deel van de Binnendieze overkluisd, dat wil zeggen overbouwd met huizen. De beken zijn daardoor slechts hier en daar zichtbaar in het stadsbeeld. Dit in tegenstelling tot veel andere steden waar de grachten vaak voor de huizen langs lopen. 
De waterlopen hadden geruime tijd de functie van riool. De knaagdieroverlast moest in toom gehouden worden door rattenvangers. In 1968 besloot men de Binnendieze te dempen, maar vanwege het unieke karakter kwam hiertegen succesvol verzet vanuit de bevolking. Tussen 1973 en 1998 werd het stadswatersysteem gerestaureerd.

## Ontstaan
Op de plaats waar 's-Hertogenbosch ontstond moeten een groot aantal stroompjes zijn geweest die tussen de opgewaaide donken meanderden en onderdeel vormden van het riviersysteem van de Dommel. De Dommel stroomde eerst ten oosten van de stad, waarbij deze ten zuiden en oosten van de Windmolenberg afboog, tot aan het huidige Hinthamereinde en vervolgens samenstroomde met de Aa ter plaatse van de huidige westelijke deur van Sluis 0 en vervolgens zijn loop vervolgde naar het westen.  
Het oudste deel van de stad is de Markt die op zo'n donk ligt. Al vroeg werden ook kunstmatige lopen gegraven die dienden als stadsgracht. 

### Grote Hekel
Met de bouw van de tweede stadsmuur in de 14e eeuw werden de samenloop van de Dieze en de Aa binnen de stad getrokken. Hetzelfde gold voor de splitsing tussen de Dieze en haar aftakking de Verwersstroom. Iets ten zuiden daarvan werd de Grote Hekel gebouwd, een waterpoort die haar naam ontleent aan de drijvende balken met ijzeren punten (die leken op hekels) die de waterpoorten blokkeerden. Vanaf de Grote Hekel stroomt De Groote Stroom als hoofdstroom naar het oosten en de kleinere Verversstroom naar het westen. Beiden kwamen bekend te staan als de Binnendieze. Deze naam werd vervolgens overgedragen op verschillende andere stromen binnen de stad. Een aantal hiervan waren zijarmen van de Dieze. Later werden ten behoeve van de doorstroming en de  scheepvaart een aantal doorsteken gegraven. Zo ontstond een waar doolhof van ongeveer twaalf kilometer lengte, waarvan nog bijna een derde resteert. De totale lengte is nu 3.630 meter, waarvan 1.290 meter overkluisd is. Bij bouwprojecten in de oude stad worden regelmatig in vergetelheid geraakte vertakkingen herontdekt.
In 1399 werd de waterpoort Groote Hekel voor het eerst genoemd. Deze waterpoort had oorspronkelijk drie poorten en werd daarom ook wel 'De Drie Hekelen' genoemd. Via de waterpoort konden schepen vanaf de Dommel de stad binnenvaren en kon water vanuit het Bossche Broek worden binnengelaten. Tussen 1634 en 1668 werd de westelijke poort dichtgemetseld, waarschijnlijk om de inundatie van het militair belangrijke Bossche Broek beter in stand te kunnen houden. De waterpoorten konden alleen worden gesloten tegen vijandelijke aanvallen. Het water vanuit de Dommel zelf kon niet worden geblokkeerd.
In 1880 werd aan buitenzijde van de twee overgebleven waterpoorten van de Groote Hekel een dubbele sluis gebouwd. De middeleeuwse poorten kunnen hierdoor alleen worden teruggezien aan binnenzijde van de stadsmuren. Direct ten oosten van deze restanten zijn nog een set van twee grote poorten en een kleinere poort zichtbaar, die restanten vormen van een stoomgemaal dat vanaf 1880 in bedrijf was en in 1965 werd gesloopt.

## Hoofdstromen

### De Groote Stroom
De Groote Stroom is de oude hoofdstroom van de Dieze, die als Dommel de westelijke tweede stadsgracht vormt. Het riviertje kwam door de nog bestaande Grote Hekel in het zuiden de stad binnen, maakte een bocht naar het oosten, nam daar de Aa in zich op en draaide meteen scherp naar het westen om bij het huidige Kruithuis de noordelijke stadswal te doorbreken. Deze tak is inmiddels doodlopend. De Waterpoort; het grootste restant van de eerste omwalling van de stad, laat het tot zijn deuren komende water niet meer binnen. Er zijn plannen de achterliggende Marktstroom  uit te graven. De Groote Stroom is maar ten dele overkluisd. De stroom begint bij het Voldersgat en stroomt daar in noordelijke richting. De stroom kent tien overbruggingen, waaronder de Judasbrug en de Geerlingsebrug. Ter hoogte van het Herman Moerkerkplein vertakte de stroom vroeger in twee stromen. Een van deze stromen was de Marktstroom die bij de aanleg van het Tolbrugplein en het Burgemeester Loeffplein ter hoogte van die pleinen in 1962 is gedempt. Vanaf de vroege negentiende eeuw kwam deze uit in de Smalle Haven.

### De Vughterstroom
De Vughterstroom was vroeger een beek die liep vanaf een punt even ten zuiden van de Vughterstraat, bij de kruising met de Berewoutstraat. Bij grote waterafvoer werd deze beek tot een westelijke zijtak van de Dieze. Hij sneed dan de bocht van de Dieze af. De huidige Vughterstroom begint op het punt waar de Kleine Vughterstroom samenkwam met de reeds gedempte Parkstroom. De uitmonding van de Vughterstroom werd later tot de haven van de stad. Er waren vele zijstroompjes die een vele honderden meters lang labyrint vormen van overkluisde watergangen, met tot de verbeelding sprekende namen als het Hellegat. In de Tweede Wereldoorlog werd het gebruikt als onderduikplaats. Het Vughterstroomsysteem sluit bij de kolk van de Grote Hekel aan op de Groote Stroom. De directe doorgang naar de oude haven is echter geblokkeerd. 

## Strijd om het behoud van de Binnendieze

### Open riool en eerste dempingen
In de 19e eeuw verloor de Binnendieze zijn functie als verdedigingswater en verdween het vervoer over de rivier. Deze veranderde daarop langzamerhand in een open riool. In de jaren 1920 werd op de bodem van de Doode Stroom een betonnen rioolbuis gelegd, waarna deze werd gedempt. Destijds werd het dempen wel betreurd, maar vanwege het positieve effect op de volksgezondheid waren er geen protesten. Er ontstond in die tijd echter wel enig besef van de toeristische waarde. Halverwege de jaren 1930 werden de eerste boottochten voor toeristen georganiseerd. Tegelijkertijd werd in die tijd echter ook De Groote Stroom deels gedempt vanaf de Zusters van Orthenpoort.
Na de Tweede Wereldoorlog groeide het autoverkeer in de stad echter snel. In 's-Hertogenbosch leidde het ertoe dat in 1950 de Parkstroom en in 1962 een deel van de Marktstroom (van de Knillispoort (een waterpoort) tot aan de Geertruisluis) zonder veel protest werden dichtgegooid.

### Structuurplan 1964: demping voor riolering en cityvorming
Begin jaren 1960 was het Rijk bezig met het opstellen van een lijst van monumenten. Het stadsbestuur was ondertussen in het geheim bezig met het opstellen een Structuurplan, waarin nauwelijks ruimte was voor monumenten. In dit plan zouden door de oude binnenstad snelwegen worden aangelegd, waarvoor 'doorbraken' moesten worden gerealiseerd. Al met al zou ongeveer een kwart van alle gebouwen in het centrum worden gesloopt, de Binnenhaven zou worden gedempt en de Binnendieze zou grotendeels gedempt worden. Het voorstel werd in 1964 gepresenteerd, slechts 6 dagen voordat het zou worden behandeld in de gemeenteraad. Het Structuurplan leidde tot een storm van protest van omwonenden (verenigd in het Comité Behoud Binnenstad) en vele landelijke organisaties. Toen het plan alsnog werd aangenomen, kwamen tegenstanders in opstand.
De lokale protestbeweging had de eerste jaren geen echte macht. Dit veranderde in september 1966, toen Hein Bergé en Jan van der Eerden in de gemeenteraad werden gekozen voor de nieuwe partij Beter Bestuur. Bergé en Van der Eerden streden voor het behoud van de binnenstad, en in het bijzonder voor het behoud van de Binnendieze. Vrijwel direct na hun verkiezing vroegen ze om het rapport dat over de Binnendieze was gemaakt. Het gemeentebestuur deed er 23 maanden over om dit rapport aan de raad te leveren. Later bleek dat de Dienst Gemeentewerken het bestaande rapport met opzet zoek had gemaakt en een nieuw rapport had opgesteld.  
In dit nieuwe rapport werd de toekomst van de Binnendieze gekoppeld aan de aanleg van een rioleringsstelsel, dat tot dan ontbrak in de binnenstad. Het rapport adviseerde om dit riool op de bodem van de Binnendieze te leggen en deze vervolgens te dempen. Dit was volgens het rapport de goedkoopste oplossing en zou tevens ruimte creëren voor wegen en parkeerplaatsen. Deze laatste waren nodig voor de gewenste cityvorming, waarbij de verpauperde woningen in het stadscentrum moesten wijken voor een modern koopcentrum naar de nieuwe eisen van de tijd. In het rapport zouden alleen een stuk van de Vughterstroom en twee kleine stukjes van de Groote Stroom overblijven.

### Raadsvergadering 1969: demping gedwarsboomd door het Rijk
In januari 1969 zou in een gemeenteraadsvergadering over het lot van de Binnendieze worden beslist. Hiervoor liet B&W een nieuw rapport opstellen dat alle voors en tegens op een objectieve manier tegen elkaar moest afwegen. Een nooit openbaar gemaakt conceptrapport uit 1967 dat later werd teruggevonden woog de voordelen van de demping nog af tegen de historische en cultuurhistorische waarden van de Binnendieze en bevatte een citaat van de directeur van gemeentewerken L. Perey uit 1941 waarin ook de historische en stedenbouwkundige waarden  werden benoemd. Deze zaken werden uit het definitieve rapport geschrapt, dat feitelijk naar de demping lijkt te zijn toegeschreven en werd gepubliceerd in 1968. Oppositiepartij Beter Bestuur tipte echter  de Rijksdienst voor Monumentenzorg, die op de derde dag van het debat in 1969 kwam met een principeschets waarin grote delen van de Binnendieze plotseling waren aangewezen tot beschermd stadsgezicht. Hoewel de hevige tegenstand niet kon voorkomen dat het plan tijdens het debat -mede door het subjectieve rapport- toch met een grote meerderheid werd aangenomen, was het met de aanwijzing feitelijk meteen al een dode letter geworden. De daadwerkelijke uitvoering ervan was door de ingreep vanuit Den Haag erg moeilijk geworden. 

### Restauratie
Een nieuw gemeentebestuur onder leiding van burgemeester Van de Ven wijzigde daarop het beleid en ging in 1971 over tot een restauratieplan. Op 21 december 1972 wees de minister van CRW de hele binnenstad van 's-Hertogenbosch aan als beschermd stadsgezicht. 
In 1998 werd de restauratie van de Binnendieze voltooid. Van de oorspronkelijke 12 kilometer is nog 4 kilometer over. In 2010 werd een plaquette met de gezichten van Bergé en Van der Eerden geplaatst bij de Molenstraat naar ontwerp van Pier van Leest. 

## Rondvaart
Een tocht met een rondvaartboot is mogelijk op drie verschillende trajecten over de Binnendieze en onder de stad. Beatrix, koningin der Nederlanden, en Albert, koning der Belgen maakten daar in 1999 gezamenlijk gebruik van.
In 2008 werd het 14e venster van de Watercanon van Nederland aan de Binnendieze gewijd.